# Associació Numismàtica Espanyola
L'Associació Numismàtica Espanyola (ANE) és una associació d'àmbit internacional, de col·leccionistes, estudiosos i afeccionats a la numismàtica, fundada a Barcelona el 1955. El seu objectiu, el foment del col·leccionisme en les diferents branques de la ciència numismàtica.
Va ser fundada a Barcelona el 27 de març del 1955, encara que el seu funcionament comença el 1954, gràcies a la col·laboració d'un grup de numismàtics. L'ANE té com a objectiu el de fomentar el col·leccionisme i les diferents branques de la ciència numismàtica, en el seu sentit més ampli (monedes, medalles, paper moneda, etc.). El primer secretari general és Francesc Xavier Calicó i Rebull, promotor de la revista Gaceta Numismática, creada l'any 1966, la qual es publica en sis idiomes (anglès, francès, italià, portuguès, castellà, català i gallec). Anualment atorga el "Premi Javier Conde Garriga", al millor llibre sobre numismàtica, i el "Premi Excel·lent al Mèrit Numismàtic", a la institució o persona destacada en l'àmbit de la numismàtica. També celebra cada any la Setmana Nacional de Numismàtica, dins la qual organitza conjuntament amb la Universitat Autònoma de Barcelona les “Trobades d'Estudis sobre la Moneda" i el Saló Nacional i Internacional de Numismàtica. L'ANE també s'ocupa de la publicació de llibres, medalles i premis, el més important dels quals és el "Premi Javier Conde Garriga". La primera presidència la va ostentar Carlos Ruiz de Larramendi i Català, seguit pel Comte de Lacambra, per Ramon Martí Cot i més endavant Josep Pellicer i Bru. Des del 2019 el seu president és Simeón García-Nieto Conde.